# هلموت یاگیلسکی
هلموت یاگیلسکی (انگلیسی: Helmut Jagielski; ۱۳ مارس ۱۹۳۴ – ۲۵ دسامبر ۲۰۰۲) بازیکن فوتبال اهل آلمان بود.
از باشگاه‌هایی که در آن بازی کرده‌است می‌توان به باشگاه فوتبال شالکه ۰۴ اشاره کرد.